# Pigres de Halicarnaso
Pigres (en griego Πίγρης) fue un escritor nacido en Halicarnaso (Caria), hermano o hijo de la famosa Artemisia, sátrapa de Caria. Según afirma la Suda (s. V a. C.) es autor del Margites y de la Batracomiomaquia. También Plutarco le atribuye este último poema, y probablemente es obra suya. Uno de sus logros fue muy original, y consistió en introducir un verso pentámetro tras cada hexámetro de la Ilíada, como en:
Μῆνιν ἄειδε θεὰ Πηληϊάδεω Ἀχιλῆος
Μοῦσα· σὺ γὰρ πάσης πείρατ᾽ ἔχεις σοφίης.
Bode cree que el Margites, aunque no es obra de Pigres, fue modificado de alguna forma por este, y que pasó a la posteridad con sus modificaciones. Algunos piensan que los versos yámbicos que alternan con hexámetros son interpolación de este autor. Al parecer fue el primer autor que usó el trímetro yámbico.